# キャプテン・ビヨンド
キャプテン・ビヨンド（Captain Beyond）は、1972年、アメリカ合衆国カリフォルニア州ロサンゼルスで結成されたロック・バンドである。

## 概要
1972年の結成時のメンバーは、ロッド・エヴァンス（Rod Evans、 ボーカル）、ラリー・ライノ・ラインハルト（Larry "Rhino" Rheinhardt、ギター）、リー・ドーマン（Lee Dorman、ベース）、ボビー・コールドウェル（Bobby Caldwell、ドラムス）の4人。エヴァンスはイギリス人でディープ・パープルの初代ボーカリスト。ラインハルトとドーマンはアイアン・バタフライに在籍。コールドウェルは、ジョニー・ウィンター・アンドの『ライヴ』でジョニー・ウィンターやリック・デリンジャーと共演して優れた演奏を残していた。
1972年7月、ファースト・アルバム『キャプテン・ビヨンド』発表。1973年発表のセカンド・アルバム『衝撃の極地』では、脱退したコールドウェルの後任としてマーティン・ロドリゲス（Martin Rodriguez）が参加。発表後にエヴァンスが脱退。
1976年にコールドウェルが復帰し、ウィリー・ダファーン（Willy Daffern）をボーカリストに迎えて再結成。1977年にサード・アルバム『暁の襲撃』発表。
1999年に再々結成したが、2000年代に活動停止。
2012年12月にドーマンが死去。

## 来歴
1972年：ロッド・エヴァンス、ラリー・ライノ・ラインハルト、リー・ドーマン、ボビー・コールドウェルにより結成。

　　　　　ファースト・アルバム『キャプテン・ビヨンド』（Captain Beyond）録音。
1973年：コールドウェル脱退。グィル・ガルシア、マーティン・ロドリゲス、リース・ワイナンス加入。同年末に自然消滅したと思われる。

　　　　　セカンド・アルバム『衝撃の極地』（Sufficiently Breathless）録音。
1976年：ドーマン、ライノ・ラインハルト、コールドウェル、ジェイソン・カフーンにより再結成、ツアー開始。
1977年：ヴォーカルがウィリー・ダファーンに交代。

　　　　　サード・アルバム『暁の襲撃』（Dawn Explosion）録音。
1979年：ドーマン、コールドウェル、ロブ・ハンショウ、ランディー・スキルヴィンによりツアー。その後解散。
1999年：コールドウェル、ライノ・ラインハルト、ダン・フライ、ジミ・インターヴァル、ジェフ・アータベイシーにより再結成。

　　　　　4曲入りEP Night Train Calling録音。
2001年まではライブ活動を行っていたが、現在の動向は不明。

## メンバーと担当楽器

### 第1期 1972年～1973年
- ロッド・エヴァンス（Rod Evans）- vocal
- ラリー・ライノ・ラインハルト（Larry "Rhino" Rheinhardt）- guitar/acoustic guitar/slide guitar
- リー・ドーマン（Lee Dorman）- bass guitar/backing vocal
- ボビー・コールドウェル（Bobby Caldwell）- drums/backing vocal/vibraphone
ファースト・アルバム『キャプテン・ビヨンド（英語版）』、Live - Far Beyond A Distant Sun[4]録音。

### 第2期 1973年
- ロッド・エヴァンス - vocal
- ラリー・ライノ・ラインハルト - guitar/acoustic guitar/slide guitar
- リー・ドーマン - bass guitar
- グィル・ガルシア（Guille Garcia）- percussion
- マーティン・ロドリゲス（Martin Rodriguez）- drums/backing vocal
- リース・ワイナンス（Reese Wynans）- electric piano/piano

+
- ポール・ホーンスビー（Paul Hornsby）- organ(ゲスト/2nd)
セカンド・アルバム『衝撃の極地（英語版）』（Sufficiently Breathless）録音。

### 第3期 1976年
- リー・ドーマン - bass guitar/backing vocal
- ボビー・コールドウェル - drums/backing vocal/percussion
- ラリー・ライノ・ラインハルト - guitar/acoustic guitar/slide guitar
- ジェイソン・カフーン（Jason Cahune) - vocal

### 第4期 1977年
- リー・ドーマン - bass guitar/backing vocal
- ボビー・コールドウェル - drums/backing vocal/percussion
- ラリー・ライノ・ラインハルト - guitar/acoustic guitar/slide guitar
- ウィリー・ダファーン（Willy Daffern) [注釈 3]- vocal
サード・アルバム『暁の襲撃（英語版）』（Dawn Explosion）録音。

### 第5期 1979年
- リー・ドーマン - bass guitar/backing vocal
- ボビー・コールドウェル - drums/backing vocal/percussion
- ロブ・ハンショウ（Robb Hanshaw) - vocal/guitar
- ランディー・スキルヴィン（Randy Skirvin) - rhythm guitar

### 第6期 1999年～2000年
- ボビー・コールドウェル - drums/vocal/backing vocal
- ラリー・ライノ・ラインハルト - guitar/acoustic guitar/slide guitar
- ダン・フライ（Dan Frye) - keyboard/backing vocal
- ジミ・インターヴァル（Jimi Interval) - vocal/backing vocal
- ジェフ・アータベイシー（Jeff Artabasy) - bass guitar/backing vocal
4曲入りEP Night Train Calling[3]録音。

### 第7期 2000年
- ボビー・コールドウェル - drums/backing vocal
- ラリー・ライノ・ラインハルト - guitar/acoustic guitar/slide guitar
- ジミ・インターヴァル - vocal
- ジェフ・アータベイシー - bass guitar/backing vocal
- デイヴ・ミューズ（Dave Muse) - keyboard/backing vocal

### 第8期 2001年
- ボビー・コールドウェル - drums/backing vocal
- ラリー・ライノ・ラインハルト - guitar/acoustic guitar/slide guitar
- ジェフ・アータベイシー - bass guitar/backing vocal
- カイル・ローズ（Kyle Rhoades) - vocal
- スティーヴ・ペトレ（Steve Petre) - rhythm guitar

## アルバム

### スタジオ・アルバム
- 『キャプテン・ビヨンド（英語版）』（Captain Beyond） - 1972年 第1期
- 『衝撃の極地（英語版）』（Sufficiently Breathless） - 1973年 第2期
- 『暁の襲撃（英語版）』（Dawn Explosion） - 1977年 第4期
- Night Train Calling[3] - 2000年 第6期、4曲入りEP

### ライブ・アルバム
- Live - Far Beyond A Distant Sun[4] - 1973年 第1期
- Live In Texas October 6, 1973[5]
- Live Anthology[6]
- 04.30.72[7]
- Live In New York - July 30th, 1972[8]
- Live In Miami August 19, 1972[9]

### その他
- Lost & Found 1972-1973[10]

## トリビュート
- Thousand Days Of Yesterdays - A Tribute To Captain Beyond[11]（1999年）
元ボーカリストのウィリー・ダファーンが参加した。